# Ceratozamia zaragozae
Ceratozamia zaragozae är en kärlväxtart som beskrevs av Medellin-leal. Ceratozamia zaragozae ingår i släktet Ceratozamia och familjen Zamiaceae. IUCN kategoriserar arten globalt som akut hotad. Inga underarter finns listade i Catalogue of Life.